# 唯川純
唯川 純（ゆいかわ じゅん、1984年12月15日 - ）は、日本のAV女優。
三和出版の取材に対して天然系の発言を連発している。

## 略歴
- 2004年3月31日に『nude+ism』でKUKI専属女優としてAVデビュー。
- 2004年9月15日に『デジタルモザイクVol.050』でMOODYZよりセルデビュー。

## 出演作品
2004年
- nude+ism（3月31日、KUKI）
- BODY FETISH（4月24日、KUKI）
- 痴女計画（5月31日、KUKI）
- 純な下半身。（6月27日、KUKI）
- イカセ絶頂ライヴ!!（7月22日、KUKI）
- 犯されて、淫ら…（8月22日、KUKI）
- デジタルモザイクVol.050（9月15日、MOODYZ）
- ドリームウーマンVOL.39（10月15日、MOODYZ）
- 美淫痴女 背が高くて手脚の長〜いすっごいスケベなお姉サマ（11月15日、MOODYZ）
- DIGITAL CHANNEL（12月8日、アイデアポケット）

2005年
- 最高のオナニーのために（2月1日、MOODYZ）
- ANGEL BEAUTY（2月8日、アイデアポケット）
- いいなり女教師ペット 〜僕だけの変態調教ライフ〜（3月1日、MOODYZ）
- 「強淫陵辱10」（3月4日、プレステージ）
- いやちかんご♥（4月1日、MOODYZ）
- 舐めまくり口淫唾液痴女 03（5月7日、アイデアポケット）
- 新任女教師 中出し20連発 唯川純（7月7日、アイエナジー）
- 全編スレスレ限界モザイク 唯川純（8月4日、アイエナジー）
- 残酷大輪姦 美人秘書残酷リンチ 25人 唯川純（9月8日、アイエナジー）
- スレスレモザイク 寸止め生殺し発情痴女 VOL.1（10月20日、アイエナジー）
- スレスレモザイク 痴漢 アイドル襲撃 VOLUME 2（11月4日、アイエナジー）
- 淫乱家庭教師6人の個人レッスン（11月4日、アイエナジー）他出演：小泉彩、君嶋もえ、水希遥、矢藤あき、八神小夜
- ハイパースレスレモザイク vol.4（12月21日、アイエナジー）
- ねこ耳＆尻コキ ぷりぷりの美尻でチ○ポをシゴキたい（12月21日、アイエナジー）他出演:菅野亜梨沙、西野翔、上原留華、月野しずく、七瀬くるみ、仲居あゆみ

2006年
- スポーツ少女凌辱 純情少女たちにイタズラ（1月19日、アイエナジー）他出演：西野翔、水希遥、小泉彩、葉山瑠菜、森名莉沙
- 顔キ攻撃 ナース&裸エプロン（3月15日、アイエナジー）他出演：乃亜、小泉彩、君嶋もえ、青木玲、他
- 痴漢猥褻男（12月7日、アイエナジー）他出演:北川絵美、@YOU、上原留華、中野美奈、姫野りむ、黒沢愛、元村あゆみ